# Forteresse de Feraklos
 (novembre 2022).
Si vous disposez d'ouvrages ou d'articles de référence ou si vous connaissez des sites web de qualité traitant du thème abordé ici, merci de compléter l'article en donnant les références utiles à sa vérifiabilité et en les liant à la section « Notes et références ».
La forteresse de Feraklos (en grec moderne : Kάστρο Φεράκλου, « château de Feraklos ») ou Feraklou (Φερακλού) et Faraklenon (Φαρακλενόν), est une forteresse médiévale en ruine située sur une haute colline surplombant le village de Charaki sur la côte est de l'île de Rhodes, en Grèce .

## Histoire
La forteresse a été construite à l'époque byzantine. Elle fut capturée par les Hospitaliers de l'ordre de Saint-Jean de Jérusalem le 20 septembre 1306. Elle devint leur première possession sur l'île avant de devenir leur base.
En 1408, la forteresse était en ruine. Elle a été réparée sous les grands maîtres Giovanni Battista Orsini (1467–1476) et Pierre d'Aubusson (1476–1503) afin de devenir une place forte pour protéger la région et surveiller les plages à proximité. Après 1470, les Hospitaliers abandonnèrent toutes les autres fortifications de l'île, à l'exception de Feraklos, de Lindos et de la ville de Rhodes, qui furent à leur tour renforcées. Un décret de 1474 stipulait que la forteresse de Feraklos était le lieu de refuge des habitants des villages de Malona, Salia, Katagros, Zinodotou et Kaminari en cas de danger.
La forteresse fut capturée par l'empire ottoman en 1523 après un long siège, quelques mois après la prise de Rhodes. Les Ottomans n’ont pas utilisé le château qui a depuis été abandonné.

## Disposition
La forteresse a une disposition polygonale irrégulière, avec un périmètre de mur de 680 m englobant une superficie de 1 700 m2. Les parties nord et ouest datent de l'époque byzantine, mais les autres sont des ajouts ou des modifications des Hospitaliers. Une seule porte et deux tours cylindriques subsistent dans la partie sud des murs, ainsi qu'une citerne à l'intérieur.

## Galerie

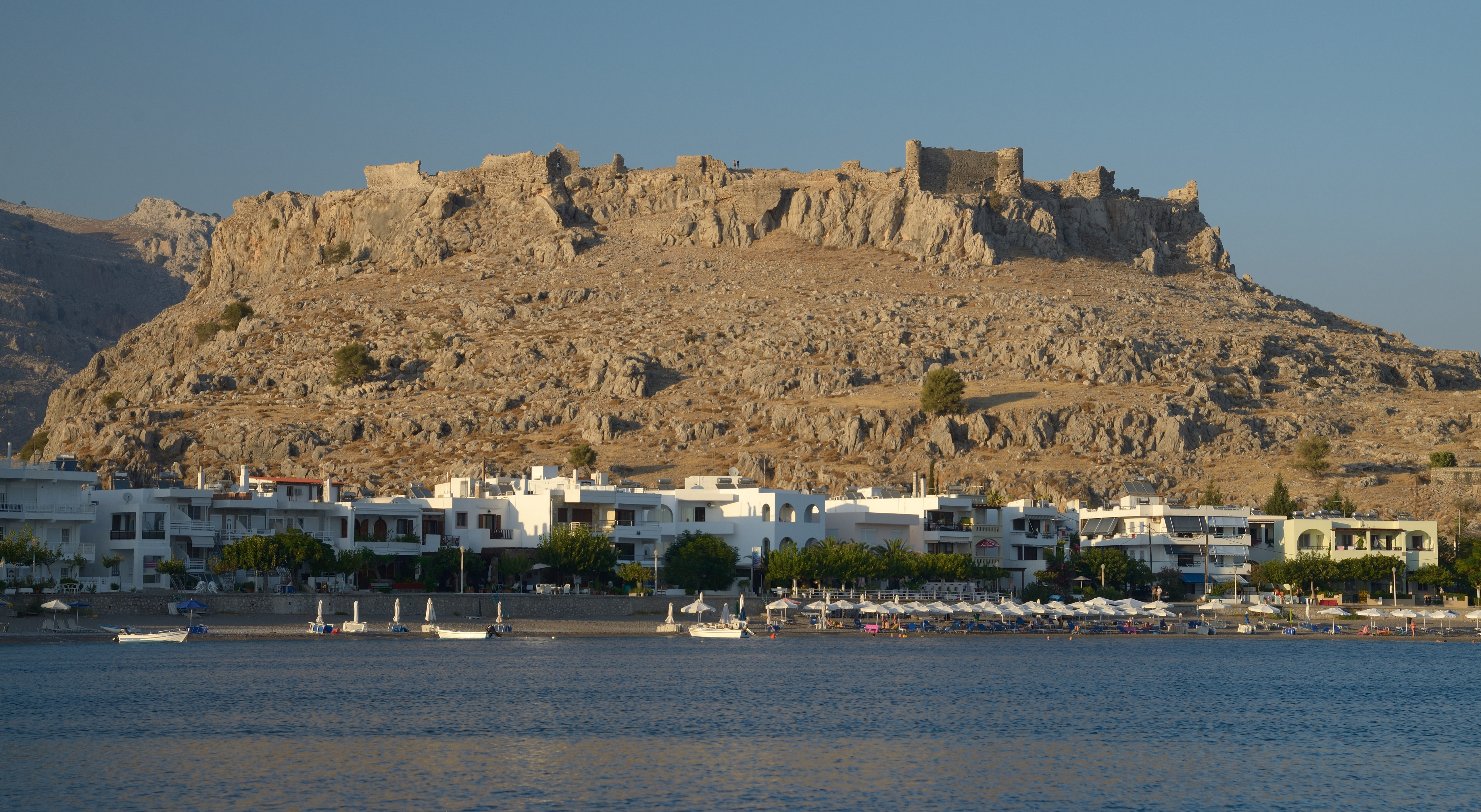
Vue du sud. Soir
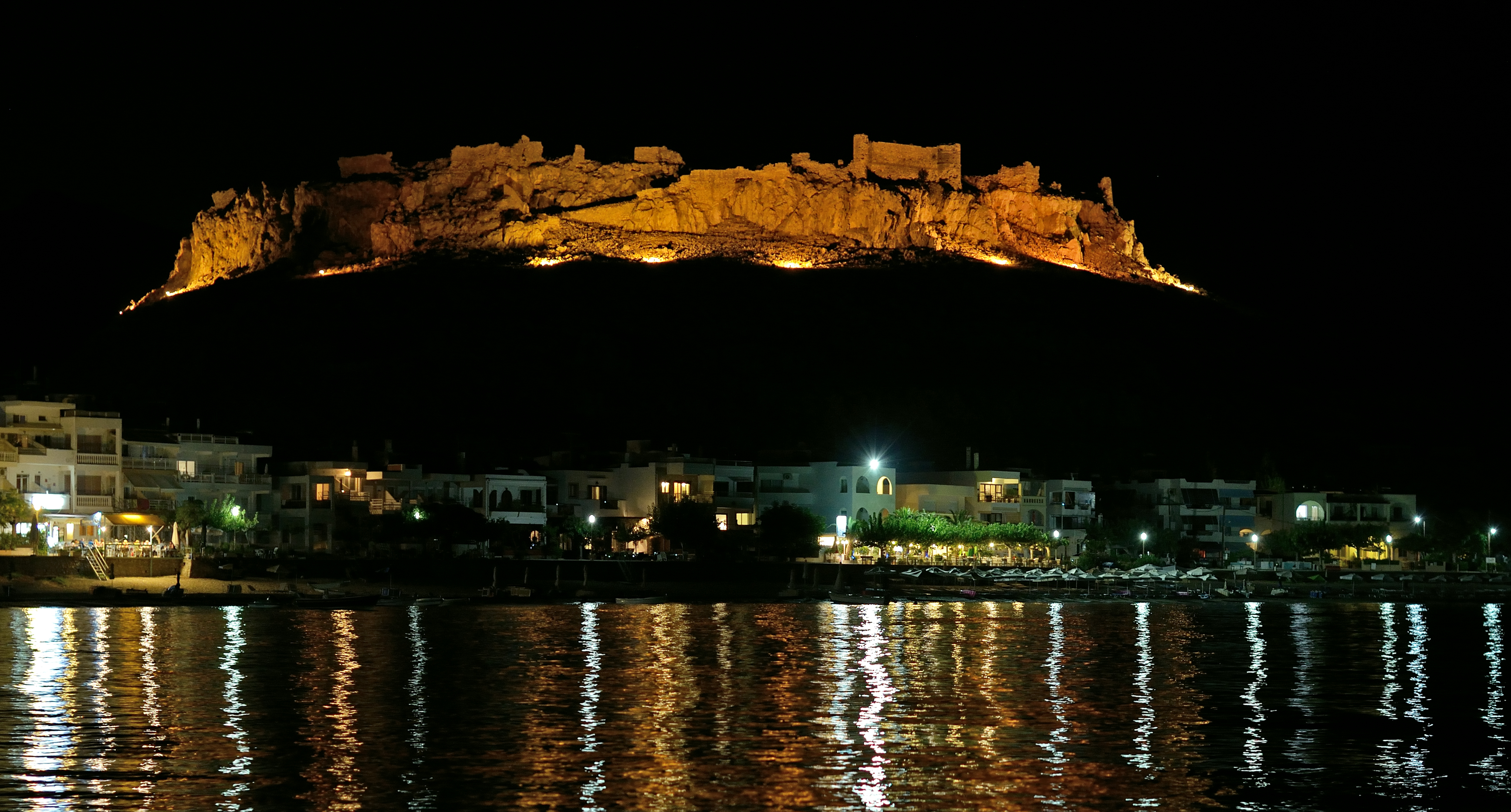
Vue du sud. Nuit
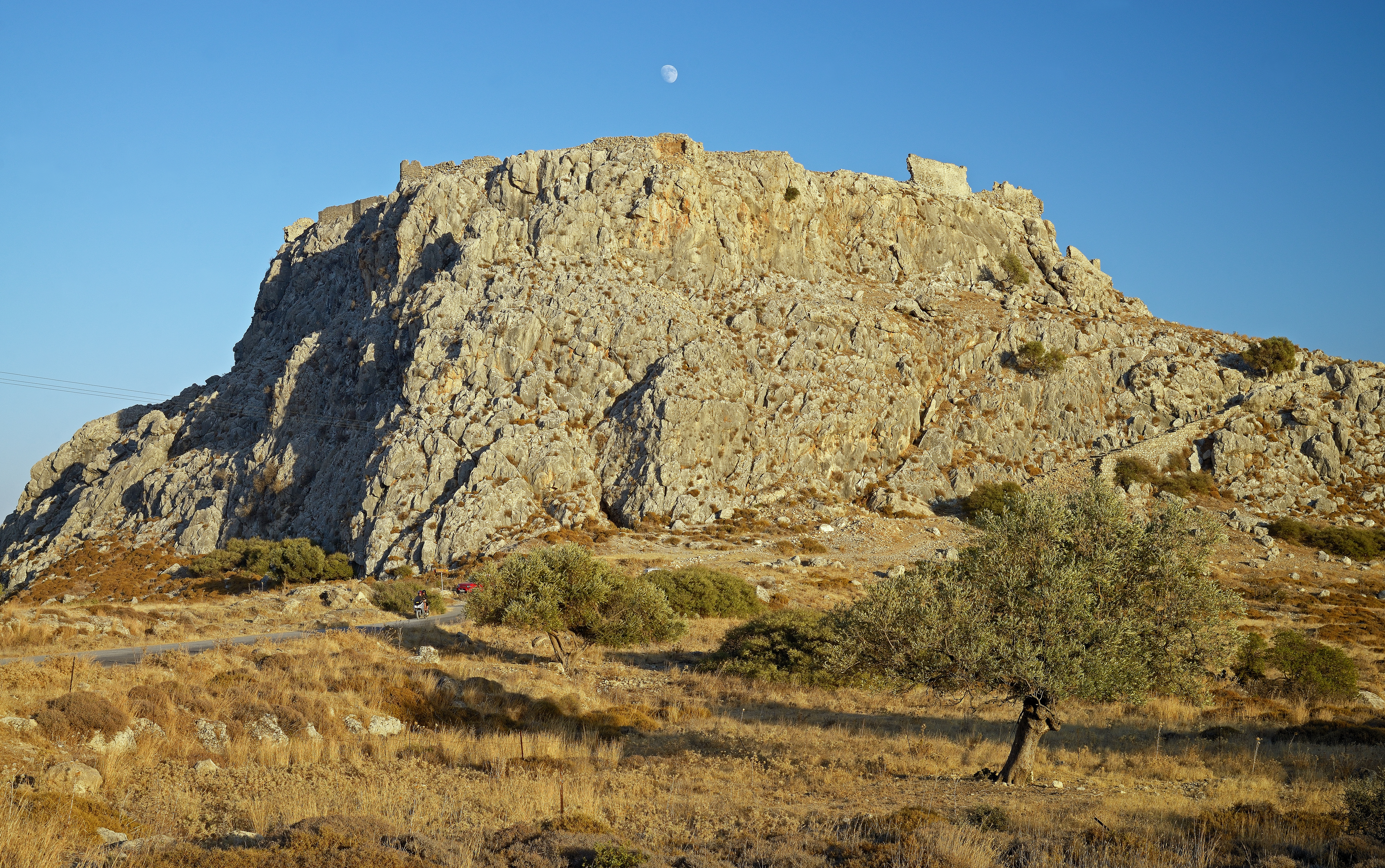
Vue de l'ouest. Soir
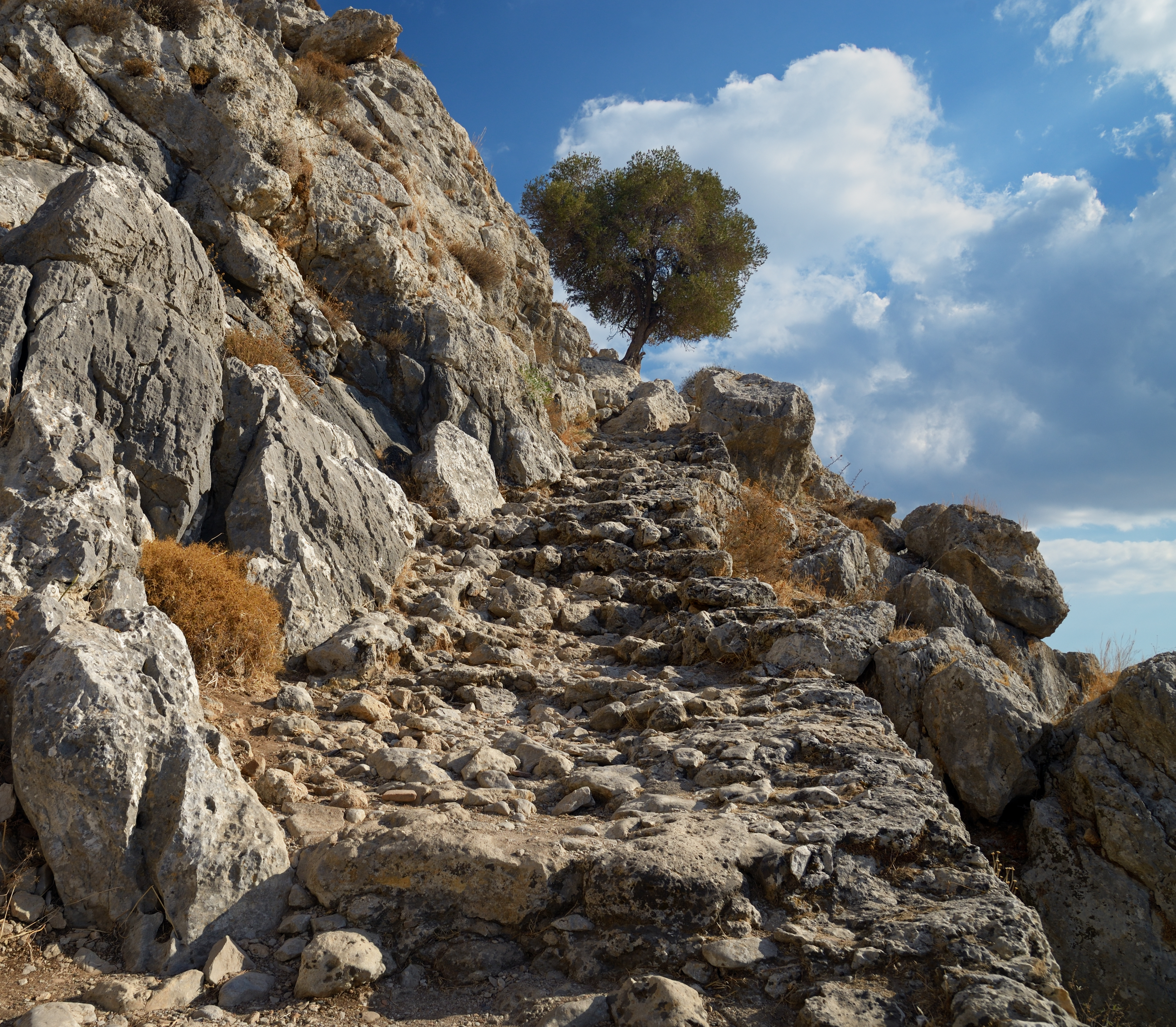
Vestiges de la route menant au château du côté sud
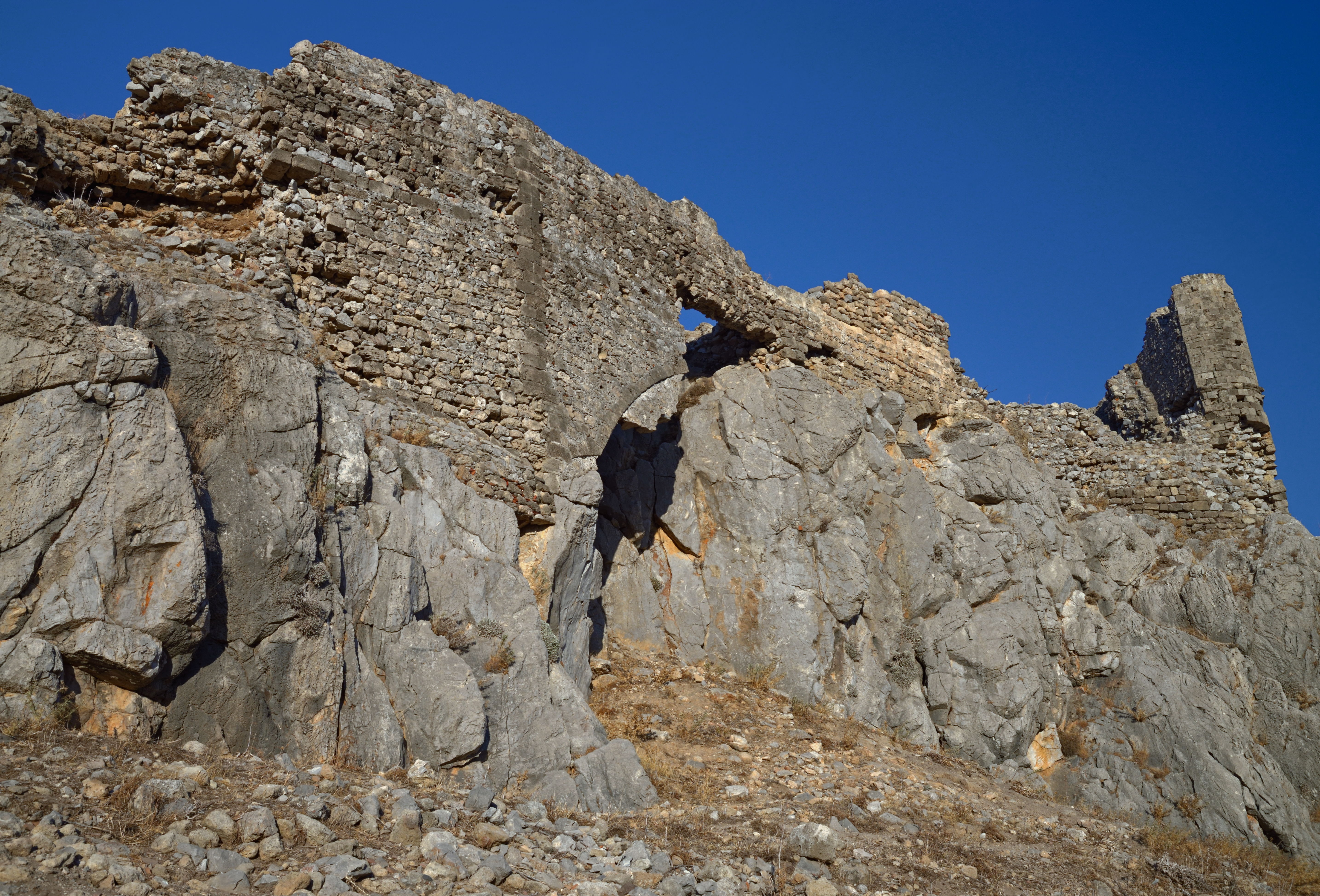
Les ruines de l'arc
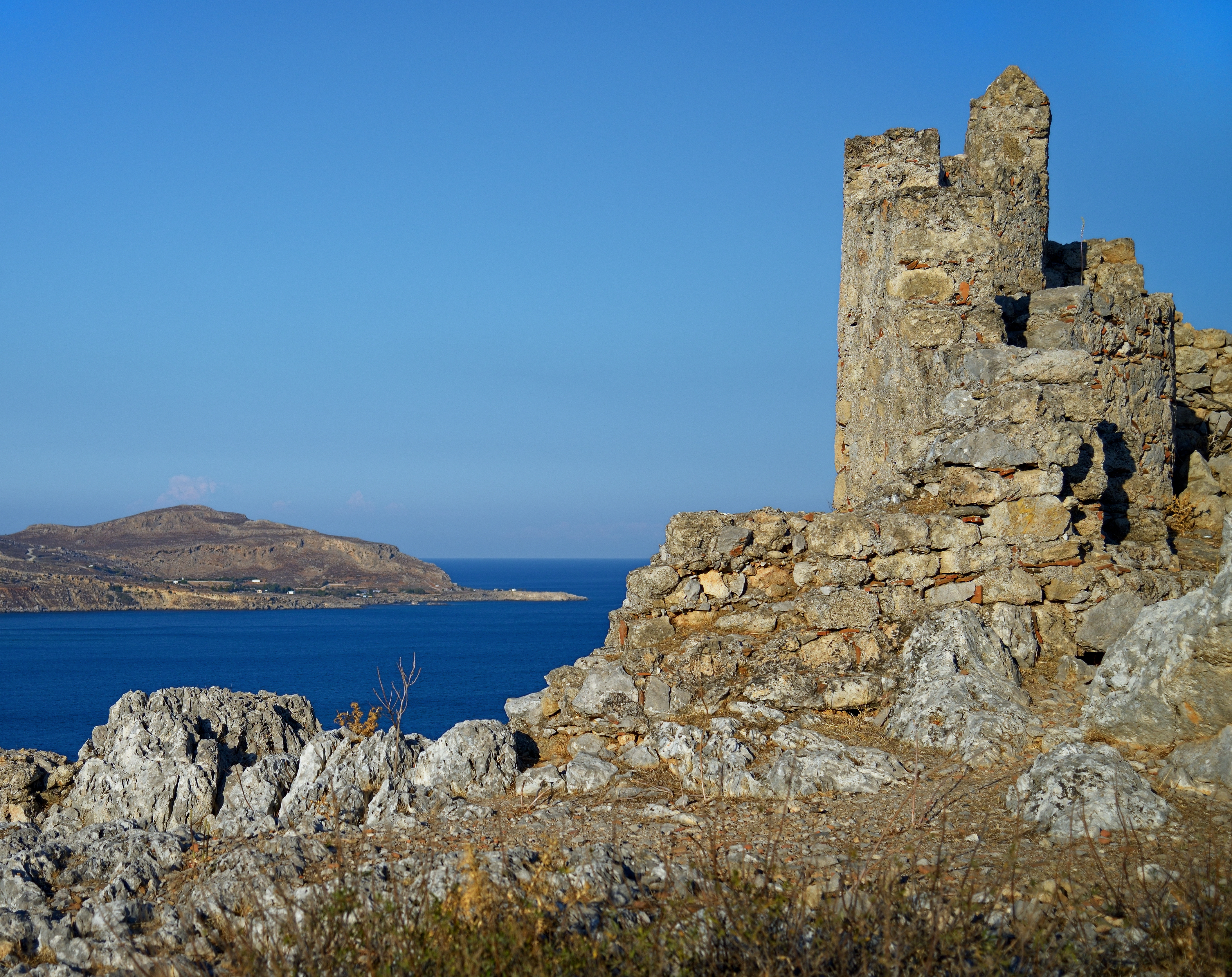
Les ruines du mur nord
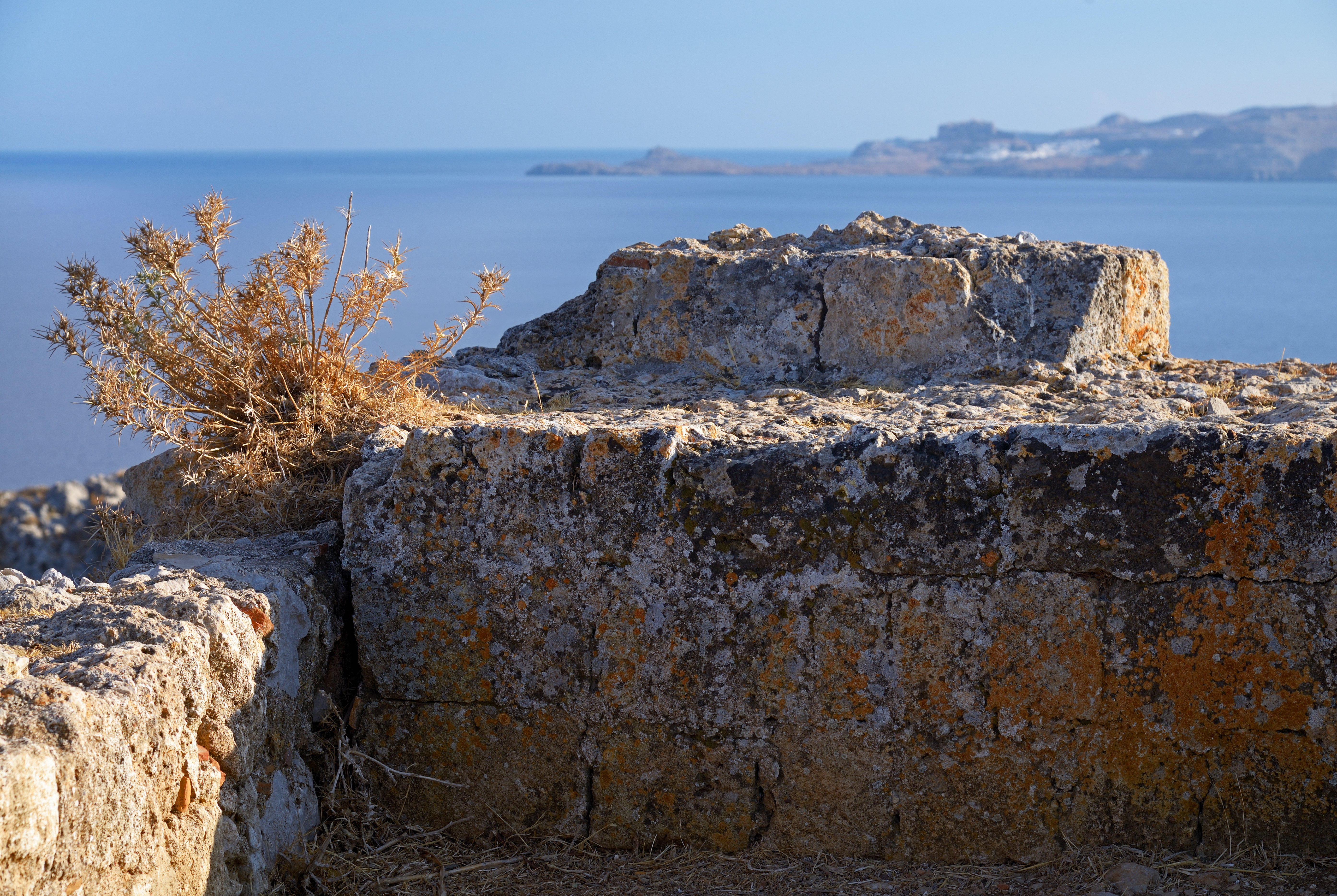
Un fragment du mur sud
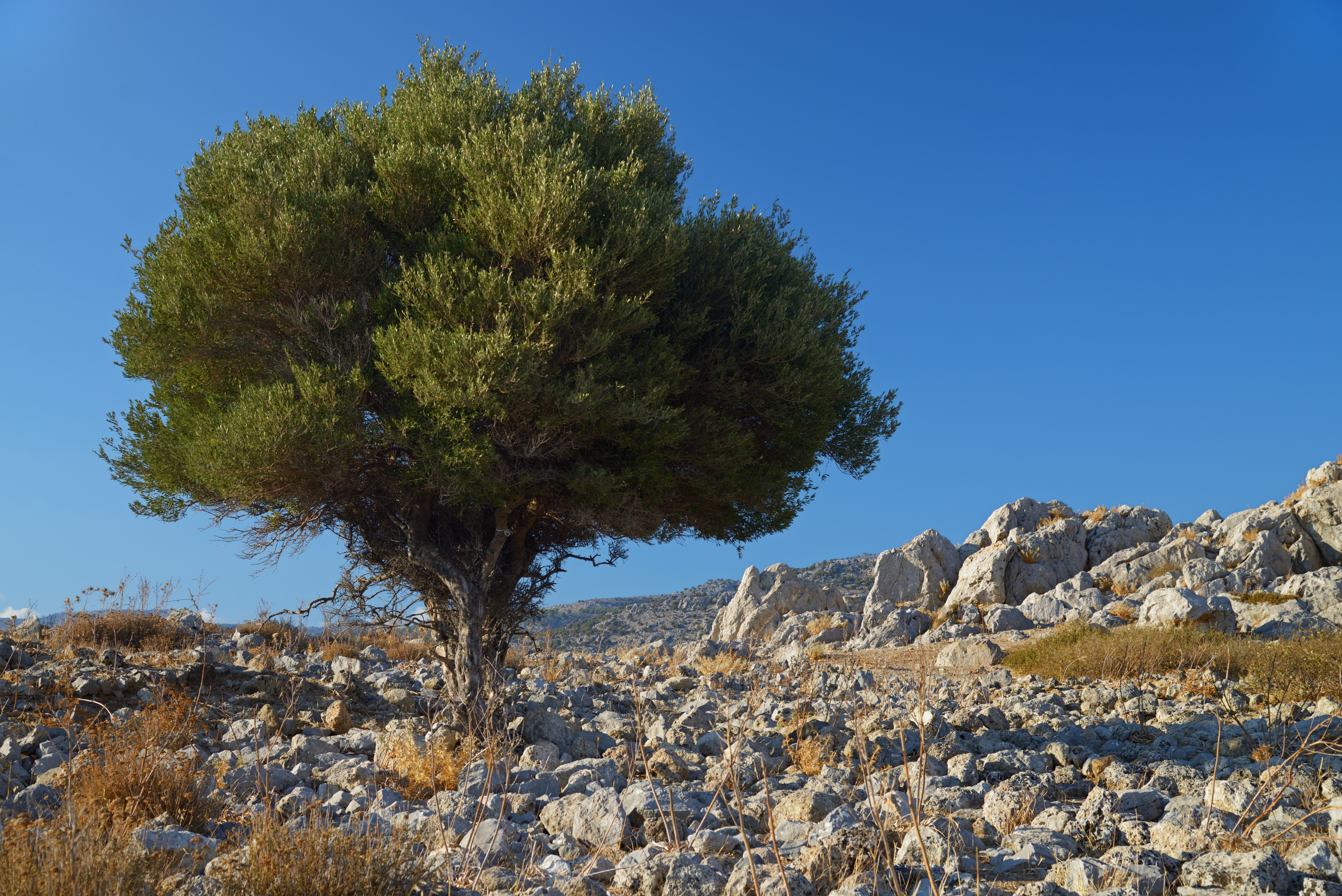
Olivier aux ruines du château de Feraclos